# Crixás do Tocantins
Crixás do Tocantins es un municipio brasileño del estado del Tocantins. Se localiza a una latitud 11º06'01" sur y a una longitud 48º55'10" oeste, estando a una altitud de 250 metros. Su población estimada en 2004 era de 1.497 habitantes.
Posee un área de 990,65 km².